# Stipulicida setacea
Stipulicida setacea es la única especie del género monotípico Stipulicida de la familia de las cariofiláceas. Es  originaria de las Antillas (Cuba) y Estados Unidos.

## Descripción
Son plantas que alcanzan un tamaño de 5-25 cm de altura. Las hojas basales de 5-20 mm, las caulinas de 0,5-2,5 mm, los márgenes superficialmente a profundamente incisos, especialmente hacia la base. Las flores con pétalos de 1-2,5 mm, similares o ligeramente más largos que los sépalos, los márgenes cerca de la base con 2-5 dientes. Semillas de 0,5 mm.

## Taxonomía
Stipulicida setacea fue descrita por  André Michaux y publicado en Flora Boreali-Americana 1: 26–27, pl. 6. 1803.
Sinonimia
- Polycarpon stipulifidum Pers.	[3]